# Santiago Rusiñol

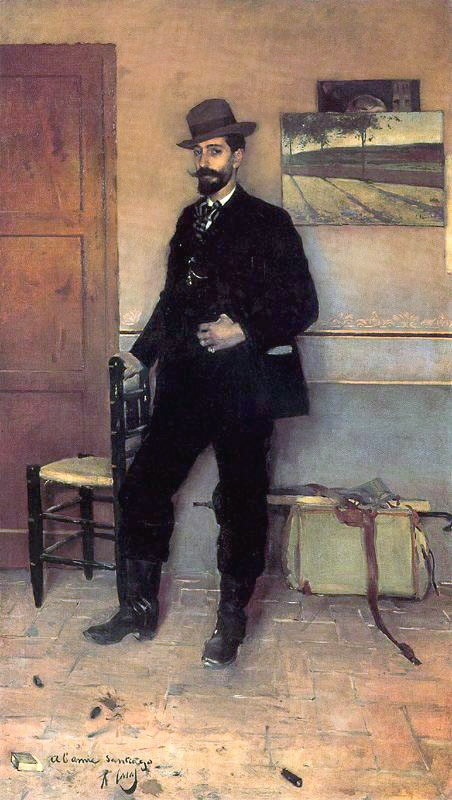
Ramon Casas: Portrét Santiaga Rusiñola

Santiago Rusiñol i Prats (25. února 1861 Barcelona - 13. června 1931 Aranjuez) byl katalánský malíř, spisovatel, novinář a dramatik. Byl jedním z vůdčích a nejplodnějších umělců modernismu na Pyrenejském ostrově.

## Život
Jako dědic dynastie výrobců textilu z Manlleu byl Rusiñol předurčen ke kariéře v rodinném podniku, kterého se však ve svých 28 letech vzdal, aby se mohl plně věnovat umění. Studovat malbu odešel do Paříže (doma zanechal manželku a dítě), kde žil v letech 1889 až 1893 na Montmartru. Naučil se plenérové malbě a svá první díla vystavoval společně s dalšími španělskými a katalánskými umělci, jako byli jeho přátelé Ramon Casas a Ignacio Zuloaga. V té době také začal psát a pravidelně publikoval články ve španělských novinách La Vanguardia.
Jeho finanční situace mu umožnila hodně cestovat. Vedl život bohéma, který se mohl plně věnovat umění. Po návratu do Katalánska založil v malém pobřežním městečku Sitges nedaleko Barcelony dílnu-muzeum Cau Ferrat (Železná jeskyně), ve které shromáždil velkou sbírku tradičního kovářského umění. Stala se důležitým místem setkávání umělců. V Barceloně byl Rusiñol častým hostem kavárny a restaurace Els Quatre Gats (Čtyři kocouři), kde se setkal s mladým Pablem Picassem a dalšími umělci a organizoval četné výstavy a čtení. Rusiñol i Prats zemřel v roce 1931 a je pohřben na hřbitově Montjuïc v Barceloně.

## Dílo

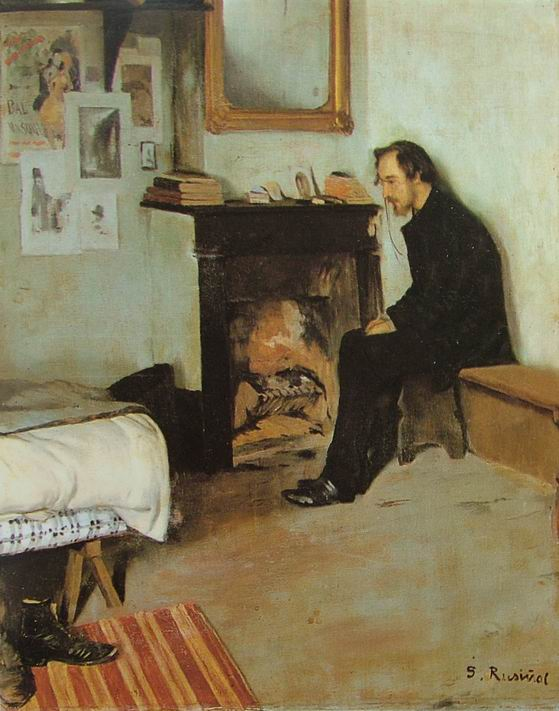
Santiago Rusiñol: Eric Satie ve svém pokoji

Rusiñolova malba byla silně ovlivněna impresionismem a zpočátku zahrnula širokou škálu témat – venkovské i městské výjevy, portréty i symbolické kompozice. Od roku 1894 určovala umělcův život a dílo destruktivní závislost na morfiu. Z tohoto období pocházejí některé z jeho nejznámějších obrazů, jako je La morfina (Morfinistka) a La medaila (Medaile). Po detoxikační kúře v roce 1899 se věnoval novému tématu, kterému zůstal věrný až do konce života: zahradám a parkům, které zobrazoval téměř vždy opuštěné. Za tímto účelem cestoval mimo jiné na Mallorcu, na Ibizu, do Valencie, do Girony, do Cuency a do Aranjuez.
Kromě malby se Rusiñol intenzivně věnoval i psaní. Například ve své glose pro noviny L' Esquella de la Torratxa z let 1907 až 1925 se pod pseudonymem Xarau stal jedním z nejpopulárnějších představitelů novecentismu (Noucentisme), hnutí v katalánském kulturním životě, které se objevilo na počátku 20. století jako protipól k modernismu. Rusiñol také napsal četné knihy a divadelní hry.